# Aeroporto de Pampa Alegre
O Aeroporto Pampa Alegre é um aeroporto situado na cidade de Osorno, no Chile.